# Верхние Котлы (станция МЦК)
Ве́рхние Котлы́ — остановочный пункт Малого кольца Московской железной дороги, обслуживающий маршрут городского электропоезда — Московское центральное кольцо. В рамках транспортной системы Московского центрального кольца обозначается как «станция», хотя фактически не является железнодорожной станцией ввиду отсутствия путевого развития.
Открыт 10 сентября 2016 года вместе с открытием пассажирского движения электропоездов МЦК. Назван по бывшей деревне Верхние Котлы, которая, однако, располагалась дальше от станции, чем деревня Нижние Котлы. Строительство данной станции вела компания «Трансбалтстрой».

## Расположение и пересадки
Располагается между станциями Крымская и ЗИЛ. Платформа построена между жилым кварталом и промышленным районом. В 700 метрах по прямой находится станция метро «Нагатинская», на которую с 1 января 2017 года официально стала возможна бесплатная пересадка (неофициально пересадку разрешили после многочисленных жалоб в середине октября 2016 года). На новых схемах 2017 года пересадка обозначена, как и на обновлённых указателях станций Серпуховско-Тимирязевской линии.
Осуществляется пересадка на новый остановочный пункт Верхние Котлы, который построен на Павелецком направлении Московской железной дороги в 2018 году. Кроме того, здесь будет организован транспортно-пересадочный узел.

## Платформа
Две платформы бокового типа и два пути.
| Путь | Тип поезда                    | Место назначения | примечания             |
| ---- | ----------------------------- | ---------------- | ---------------------- |
| 1    | Московское центральное кольцо | На Крымская      | По часовой стрелке     |
| 2    | Московское центральное кольцо | На ЗИЛ           | Против часовой стрелки |

## Пассажиропоток
Из 31 станции МЦК Верхние Котлы занимает 21-е место по популярности. В 2017 году средний пассажиропоток по входу и выходу составил 13 тыс. чел. в день и 386 тыс. чел. в месяц.

## Наземный общественный транспорт
На этой станции можно пересесть на следующие маршруты городского пассажирского транспорта:
- Автобусы: м86, м95, е85, с910, 944, с951, 965, н8
- Трамваи: 3, 16, 47, 49

## Галерея
| - Место до начала строительства, фото 2011 года - Строительство в 2015 году |